# 堪薩斯鎮區 (伊利諾伊州伍德福德縣)
堪薩斯鎮區（英語：Kansas Township）是位於美國伊利諾伊州伍德福德縣的一個行政鎮區。

## 地方資料
根據2010年美國人口普查的數據，堪薩斯鎮區的面積為47.60平方千米，當中陸地面積為46.70平方千米，而水域面積為0.90平方千米。當地共有人口444人，而人口密度為每平方千米9.33人。